# Korallenmeerinseln
Die Korallenmeerinseln sind eine Gruppe von kleinen, tropischen Inseln und Riffen im Korallenmeer, nordöstlich von Australien. Sie liegen verteilt auf einem Seegebiet von etwa 780.000 Quadratkilometern und haben eine Landfläche von 3 km². Auf keiner der Inseln gibt es einen Hafen, es gibt nur vor der Küste liegende Ankerplätze. Mit einer Fläche von 37 ha ist South East Cay in der Gruppe der Magdelaine Cays die größte dieser Inseln. Die einzige bewohnte Insel ist Willis Island, auf ihr befindet sich die bemannte Wetterstation Willis Island mit einer Besatzung von vier Personen. Mellish Reef mit Heralds-Beacon Islet liegt abgelegen 400 km westlich der anderen Atolle. Auf den Inseln gibt es außerdem wichtige Nistplätze für Vögel und Schildkröten, aber die natürlichen Ressourcen der Inseln sind unbedeutend.

## Politik
Die Inselgruppe gehört als Territorium zu Australien und wird von Canberra aus vom Australian Department of the Environment verwaltet, das die Aktivitäten der Besucher überwacht. Das Territorium wurde 1969 geschaffen (vorher wurden die Inseln als Teil Queenslands angesehen) und 1997 um die weiter südlich gelegenen Riffe bzw. Atolle Middleton and Elizabeth Reef erweitert, die häufig schon zur Tasmansee gerechnet werden. Die Verteidigung unterliegt Australien und die Royal Australian Navy kontrolliert die Inseln in regelmäßigen Abständen.
Die NATO, die für Länder zumeist die ISO 3166-1 alpha-3 Codes verwendet, führt für die Korallenmeerinseln das eigenständige Länderkürzel CSI (historisch CR).

## Einrichtungen
Australien betreibt automatische Wetterstationen auf vielen der Inseln und Riffe und beansprucht eine 200-Seemeilen-Fischereizone.

## Bevölkerung
Es gibt keine dauerhafte Bevölkerung auf den Inseln mit Ausnahme der Besatzung der meteorologischen Station Willis Island und keine wirtschaftlichen Aktivitäten. 